# Apriona ammiralis
Apriona ammiralis là một loài bọ cánh cứng trong họ Cerambycidae.